# Сибірська корона
«Сибірська корона» (рос. Сибирская корона) — російська марка пива в преміальному сегменті компанії ВАТ «САН Інбев».

## Історія
Вперше пиво «Сибірська корона» було виготовлене в 1996 році на пивоварні «Росар» в Омську.
У 2007 і 2009 роках за результатами народного голосування «Сибірській короні» було присвоєно звання «Марка № 1 в Росії».
У 2015 році «Сибірська Корона» запустила лінійку крафтового пива «Сибірський характер», зваривши ель «Алтайський Вітер», житній ель «Амурський Характер» і стаут «Тайговий Бурий».

## Сорти
- Класичне світле пиво, щільність — 12 %, алкоголь — 5,3 %.
- Золотисте — легке пиво, щільність — 10 %, алкоголь — 4,2 %.
- Біле — світле пиво, щільність — 12 %, алкоголь — 5,0 %.
- Світле — світле пиво, щільність — 11 %, алкоголь — 4,7 %.
- Безалкогольне — алкоголь — не більше 0,5 %.
- Лайм — світле пиво, щільність — 12,5 %, алкоголь — 3,2 %.
- Міцне — міцне світле високощільне пиво, щільність — 18 %, алкоголь — 8,3 %, що досягається в процесі натурального бродіння[2].
- Алтайський Вітер. IPA — світлий ель в стилі IPA (Indian Pale Ale), алк. 5,6 %. Щільність 13,5 %. Гіркота 34 IBU.
- Тайговий Бурий. Стаут — Алк. 5,5 %. Щільність 14 %. Гіркота 19 IBU.
- Амурський Характер. Житній ель — Алк. 4,5 %. Щільність 12,5 %. Гіркота 18 IBU.
- Полярний Білий. Пшеничний ель — Алк. 4,9 %. Щільність 12.5 %.

## Виробництво
Різні сорти «Сибірської корони» виготовляються на заводах САН Інбев у Волзькому, Іваново, Клину, Омську та Саранську.
Пиво упаковується і поставляється в скляних пляшках 0,47 літра, алюмінієвих банках об'ємом 0,45 і 1 літр, у пластикових пляшках об'ємом 1 літр, а також в кегах об'ємом 20, 30 і 50 літрів.